# Redan

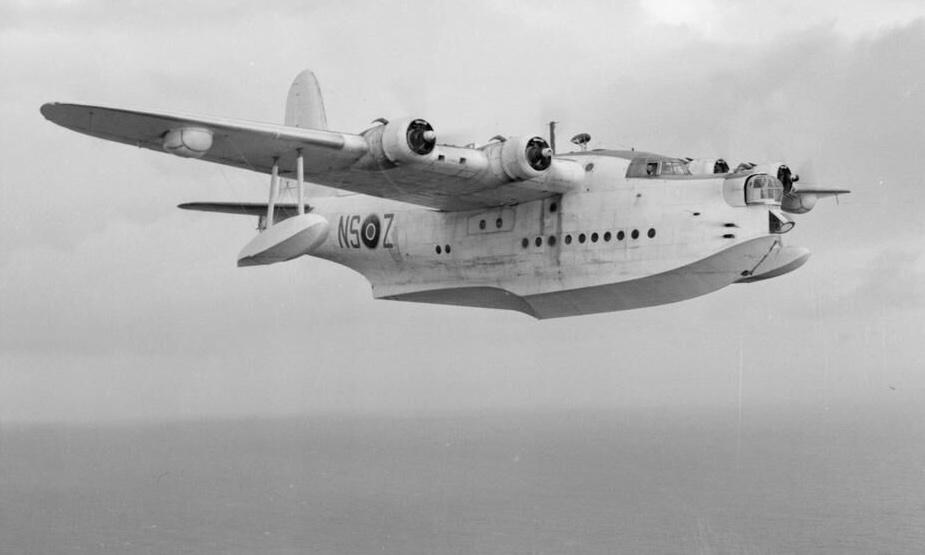
Łódź latająca Short Sunderland - widoczny redan na dolnej powierzchni kadłuba

Redan – poprzeczny uskok na dolnej powierzchni kadłuba ślizgacza, pływaka wodnosamolotu lub kadłuba łodzi latającej ułatwiający oderwanie się strug wody i umożliwiający osiągnięcie większej prędkości przy ślizganiu się po wodzie, a w przypadku wodnosamolotów - ułatwiający start.
Przez podobieństwo wyglądu, układem redanowym samolotu odrzutowego nazywano układ z dyszą silnika odrzutowego pod ogonową częścią kadłuba (np. Jak-23, PZL TS-11 Iskra).